# Коста Надь
Коста Надь (серб. Коста Нађ, угор. Nagy Kosztá 13 травня 1911 — 19 листопада 1986) — югославський військовий діяч, генерал армії, Народний герой Югославії. 

## Біографія
Народився 11 травня 1913 року в Петроварадині, Австро-Угорщина. Там же закінчив початкову школу та гімназію. Потім сім'я переїхала в Загреб. 
Отримав військову освіту в унтер-офіцерській школі в Білечі (1931). Служив в королівській армії в званні унтер-офіцера. 
В 1934 році за комуністичну діяльність Коста Надь був засуджений на 2 роки тюрми, але йому вдалось утекти в Загреб, де він перебував на нелегальному становищі.
В 1937 році вступив до лав Комуністичної партії Югославії. 

### Громадянська війна в Іспанії
В 1937-1939 роках брав участь в громадянській війні в Іспанії. У складі інтернаціональних бригад був командиром чоти, пізніше командир Балканського батальйону. В битвах при Брунето та Ебро був чотири рази поранений. 
Дослужився до звання капітана та був нагороджений іспанським республіканським Орденом свободи.
Після поразки республіканців Коста Надь з декількома сотнями югославських добровольців перейшов французький кордон, де був інтернований французькою владою. Перебував у таборах для інтернованих осіб до травня 1941, тоді через Німеччину перебрався в окуповану Югославію.

### Друга світова війна
Повернувшись в Югославію влітку 1941 року, включився у партизанську боротьбу проти окупантів. З 26 листопада 1941 року входив до складу Головного штабу партизанського руху Боснії і Герцеговини, потім очолював оперативний штаб в Боснії.
Протягом 1942 року війська під командуванням Надя звільнили значні території в Боснії. З 2 по 4 листопада 1942 року Коста Надь керував партизанськими з'єднанням під час однієї з найбільших операцій народно-визвольної війни - Біхачцької операції.
В листопаді 1942 року, коли була створена Народно-визвольна армія Югославії та утворений І-ий боснійський корпус, Надь був призначений його командиром. За бойові заслуги в травні 1943 року йому, разом з іншими офіцерами, було присвоєно звання полковника, а за декілька місяців - генерала.
Основним завданням підрозділів, якими командував Надь, восени 1943 року був рейд на схід, у Сербію. Його вдалось здійснити тільки в 1944 році. На початку 1944 року призначений комендантом Головного штабу Воєводини. 
Восени 1944 року та протягом зими 1944-1945 років підрозділи, якими командував Надь (з яких 1 січня 1945 року була сформована Третя армія НВАЮ у складі 16-ї, 36-ї та 51-ї дивізій) форсували Дунай та Драву, відкривши Сремський фронт та звільнили Воєводину, Бараню та Славонію. В травні 1945 року були розгромлені останні ворожі формування в районі Целовця, Цельє та Марибора.

### Післявоєнний час
Після звільнення Югославії займав ряд керівних посад в Югославській Народній Армії - командував армією, потім армійським округом, був начальником Управління кадрів, помічником Союзного секретаря народної оборони. Вийшов у відставку в 1976 році.
Був членом Союзної скупщини. Після Сьомого конгресу Союзу комуністів Югославії (1958 рік) чотири рази обрався до складу Центрального комітету СКЮ. Був членом Ради федерації.
Помер 19 листопада 1986 року. Похований на Новому цвинтарі в Белграді разом зі своєю дружиною Душанкою Надь (серб. Душанка Нађ).

## Нагороди
Коста Надь був нагороджений такими нагородами :
- Орденом народного героя Югославії
- Орденом героя соціалістичної праці
- Орденом Свободи
- Орденом військового прапора
- Орденом партизанської зірки (двічі)
- Орденом «За заслуги перед народом»
- Орденом братства та єдності
- Орденом Югославської народної армії (двічі)
- Орденом за хоробрість
- Медаллю «Партизанська пам'ять»